# Crvena pustinja (1964.)
Crvena pustinja (tal. Il deserto rosso) je film Michelangela Antonionija iz 1964. godine. Prvi je Antonionijev film u boji, te je cijenjen zbog retoričke uporabe technicolora i širokokutnog objektiva. Zajedno s filmovima Avantura, Noć i Pomrčina čini tetralogiju koju, osim stilskih tehnika objedinjava i tematika otuđene protagonistice. Dobitnik je Zlatnog lava u Veneciji.

## Tematske odrednice
Usamljenoj Giuliani životno okruženje je dehumanizirano tvorničko postrojenje, unutar kojega živi s mužem i sinom, s kojima uspijeva
uspostaviti tek jalovu komunikaciju nakon nedavne prometne nesreće koja ju je psihički potresla. U nastojanju da uspostavi smislene odnose sa svojom okolinom, Giuliana traži oslonac u muževom kolegi Corradu, ali ni on joj ne može pomoći. 